# Asilaris semidentaticornis
Asilaris semidentaticornis là một loài bọ cánh cứng trong họ Cerambycidae.